# Sdrawka Jordanowa

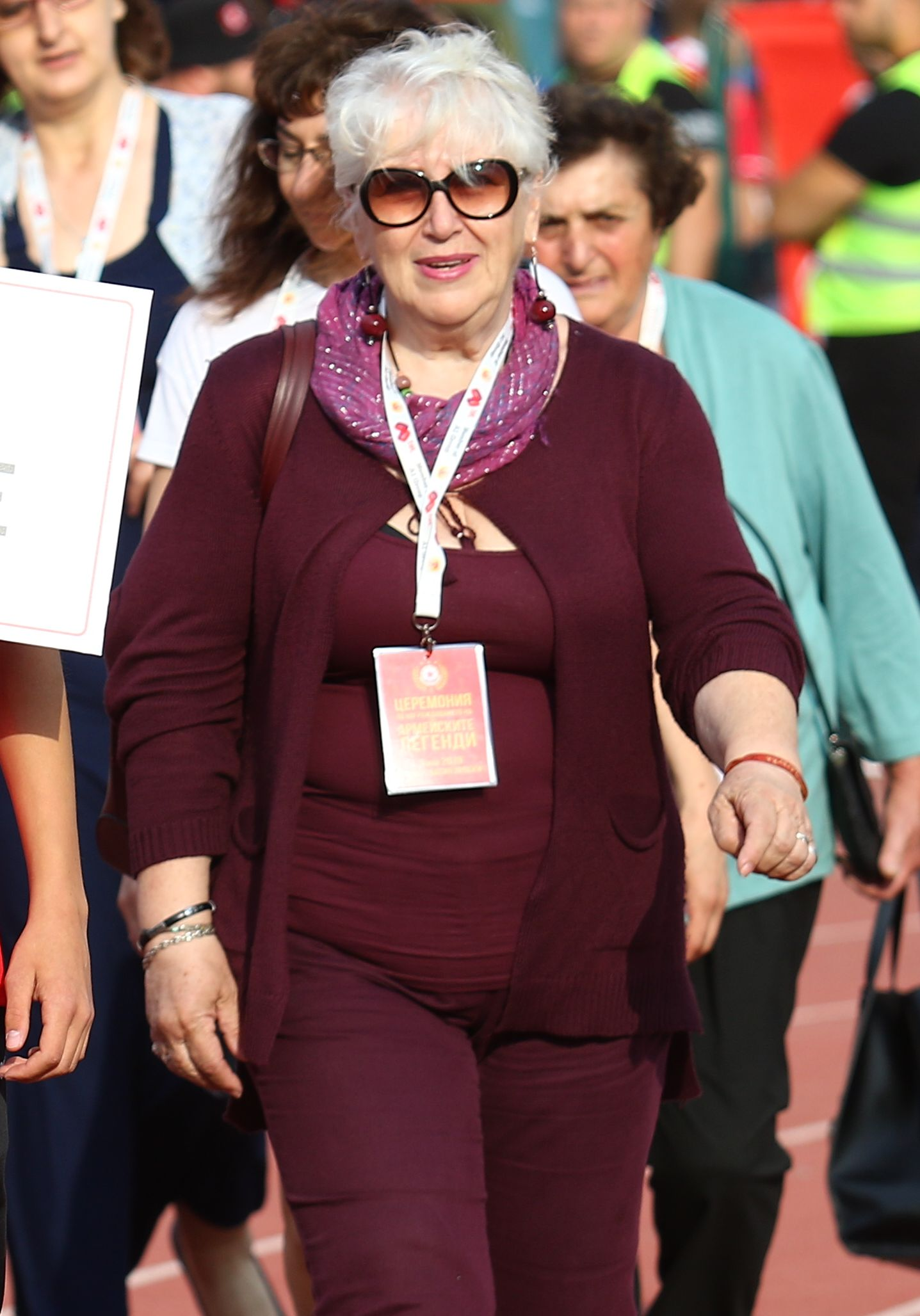
Sdrawka Jordanowa, 2018

Sdrawka Jordanowa (bulgarisch Здравка Йорданова, englisch auch Zdravka Yordanova geschrieben, * 9. Dezember 1950 in Sofia) ist eine ehemalige bulgarische Ruderin.

## Karriere
Die Ruderin von ZSKA Sofia belegte mit dem bulgarischen Doppelvierer bei den Europameisterschaften 1971 den fünften Platz. 1973 trat sie im Einer an und erreichte den vierten Platz. Bei den Weltmeisterschaften 1975 trat sie zusammen mit Swetla Ozetowa im Doppelzweier an und gewann die Bronzemedaille hinter den Booten aus der UdSSR und aus der DDR.
1976 wurden bei den Olympischen Spielen in Montreal erstmals Ruderwettbewerbe für Frauen ausgetragen. Den ersten Vorlauf gewannen der gegenüber dem Vorjahr neu zusammengestellte sowjetische Doppelzweier vor den Vizeweltmeisterinnen aus der DDR. Im zweiten Vorlauf siegten Stanka Georgijewa und Ozetowa vor den Niederländerinnen. Im Finale ruderten im bulgarischen Zweier wieder Jordanowa und Ozetowa, die auch die Goldmedaille vor den Booten aus der DDR und aus der UdSSR gewannen.
Bei den Weltmeisterschaften 1977 siegte ein neu zusammengestellter Zweier aus der DDR vor Jordanowa und Ozetowa, die 1978 den Titel vor den sowjetischen Bronzemedaillengewinnerinnen von 1976 gewannen. Nachdem die DDR 1978 keine Medaille im Doppelzweier gewonnen hatte, trat 1979 wieder ein neues Duo an und erruderte den Titel vor den Bulgarinnen. Zum Abschluss ihrer Laufbahn belegten Jordanowa und Ozetowa bei den Olympischen Spielen in Moskau den vierten Platz.